# غرفة شرارة
غرفة الشرارة في فيزياء الجسيمات (بالإنجليزية: spark chamber)

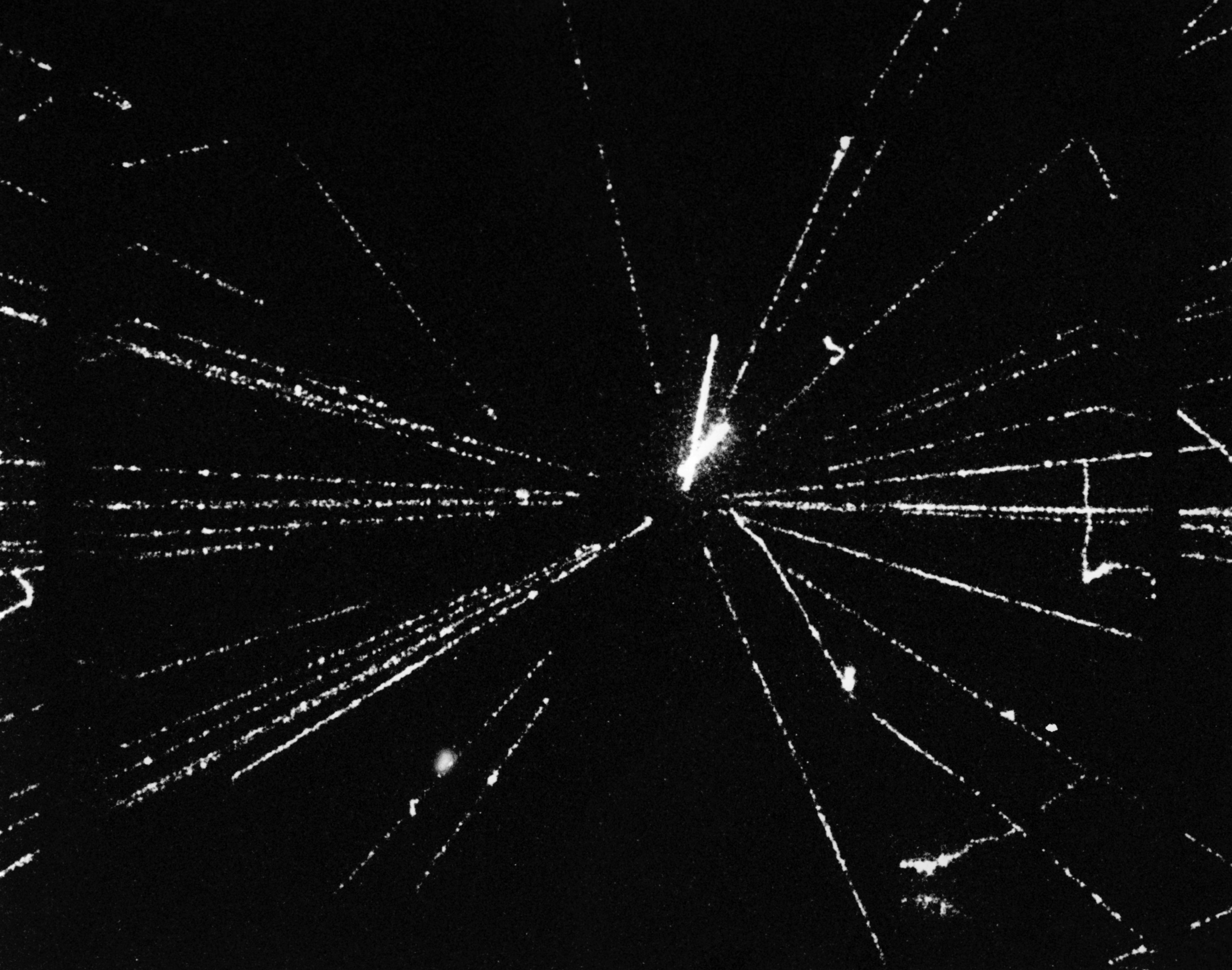
اصتدام بروتون مع نقيض البروتون مسجل في غرفة الشرارة في تجربة UA5 experiment بمركز سيرن للأبحاث النووية.

هي غرفة شفافة لقياس الجسيمات الأولية المشحونة، وكانت تستخدم كثيرا خلال السبعينيات من القرن الماضي. وقد تفوقت عليها بعد ذلك وسائل قياس جديدة مثل غرفة الإزاحة وعداد شبه الموصلات وعلى الأخص العداد السيليكوني. ولا تزال غرفة الشرارة تستخدم في البحث العلمي نظرا لبساطتها.

## طريقة عملها
تتكون غرفة الشرارة من غرفة محكمة شفافة وتجد بداخلها ألواحا معدنية منتظمة التوزيع وتملأ بغاز مثل الهيليوم أو النيون أو مخلوط من الغازين. وعندما يدخل جسيم مشحون العداد فهو يؤين الغاز بين الألواح. ويستخدم نظام إلكتروني كزناد Trigger يعمل عندئذ على توصيل اللوحات بجهد كهربائي عالي مولدا مجالا كهربائيا بعد دخول الجسيم غرفة الشرارة مباشرة، فتتولد شرارة على طول مسار الجسيم. ويمكن تصوير المسارات ودراستها ومنها نستخلص نوع الجسيم، وطاقته وكتلته وشحنته.
وتعتبر غرفة الشرارة بصفة عامة أقل دقة عن عدادات غرفة الفقاقيع ولكن يمكن تجهيزها بعدادات مساعدة لتجعلها مناسبة للتجربة المرغوب إجرائها، مما يجعلها طريقة مفيدة لدراسة الأحداث الفيزيائية النادرة.

## استخدامها
استخدمت غرفة الشرارة كثيرا خلال السبعينيات والثمانينيات من القرن الماضي لقياس أشعة غاما القادمة من بعض الأجرام السماوية. وشاركت في اكتشاف الميونات (وهي جسيمات أولية تنشأ عن اصتدام الأشعة الكونية بجو الأرض.)

## وصلات خارجية
- Spark Chamber Project - McGill University[وصلة مكسورة]
- "Cambridge University East of England Spark Chamber"
- "How does a spark chamber work?" - University of Birmingham

## اقرأ أيضا
- تجربة أطلس
- تجربة سوبر كاميوكاندي
- مكشاف مصادم فيرميلاب
- عداد جايجر
- عداد شيرينكوف
- عداد وميضي
- عداد تناسبي
- عداد شبه الموصلات
- عداد جسيمات
- إشعاع مؤين